# Niko Peleshi
Niko Peleshi, född 11 november 1970 i Korça, är en albansk politiker som sedan 13 september 2017 är Albaniens jordbruksminister i regeringen Rama II. Han var även landets vice premiärminister mellan 15 september 2013 och 22 maj 2017. Han var vice premiärminister åt Edi Rama och var en del av Regeringen Rama I. 
Mellan 2004 och 2005 var han prefekt i Korça och mellan 2007 och 2012 var han stadens borgmästare. Sedan 2012 har han tillhört partistyrelsen för Albaniens socialistparti. 
Utöver albanska talar Peleshi engelska och tyska. Han är gift med Amarda Peleshi och de har tre barn tillsammans.